# Lauras Stern und die Traummonster
Lauras Stern und die Traummonster ist ein computeranimierter Trickfilm, der am 13. Oktober 2011 in den deutschen Kinos anlief. Der in 3D veröffentlichte Film erschien im Verleih von Warner und ist der dritte Kinofilm, der auf den Figuren aus dem Kinderbuch Lauras Stern von Klaus Baumgart basiert.

## Handlung
Dank seines Beschützmich-Hundes hat Lauras kleiner Bruder Tommy keine Angst mehr vor den Monstern, die in seinen Träumen auftauchen. Doch eines Tages entführen die Traummonster (Tentakel, Beule, Fresso, Stielauge und Chefmonster) den Beschützmich-Hund. Laura und Tommy machen sich auf die Reise ins Traumland, um den Hund zu befreien. Sie lernen ihre Ängste mit Hilfe des Traummonsters Lichtfänger zu überwinden, denn diese machen die Traummonster mächtiger. Schließlich gelingt es ihnen, den Beschützmich-Hund zu befreien.

## Kritiken
TV Spielfilm sieht in dem Film eine „farbefrohe Mär um das Ängstebesiegen“, ein „niedlich-fantasievolles Märchen im Animestil“. Die Monster seien „ganz drollig und zum Lachen gestaltet“, dennoch könne das Thema Angst „auf kleinere Kinder etwas verstörend wirken“.